# آدم كارول
آدم كارول (بالإنجليزية: Adam Carroll)‏ هو مغني أمريكي، ولد في 1975 في تايلر في الولايات المتحدة.

## روابط خارجية
- آدم كارول على موقع ميوزك برينز (الإنجليزية)
- آدم كارول على موقع أول ميوزيك (الإنجليزية)
- آدم كارول على موقع ديسكوغز (الإنجليزية)